# Critica fascista
Critica fascista è stato un periodico fondato a Roma dal ventottenne Giuseppe Bottai nel 1923; venne edito fino al 1943.

## Storia
La rivista venne fondata il 15 giugno 1923 dall'intellettuale di provenienza futurista Giuseppe Bottai, per approfondire ed arricchire il dibattito intellettuale all'interno del movimento fascista e per sviluppare continuità e spessore dopo la fase della conquista del potere, stimolando la formazione di una nuova classe dirigente. Il nome della rivista allude alla rivista Critica sociale.
Il periodico, che ebbe come co-direttore Gherardo Casini, uscì senza interruzione per vent'anni, da principio affiancato (1924) dalla rivista Spettatore italiano, sempre diretta da Bottai ma che ebbe una durata di soli dodici numeri, e da Primato (dal 1940 al 1943).
Le finalità della rivista vengono dichiarate nell'editoriale del primo numero e nell'appello ai giovani, che viene stampato sotto l'articolo di fondo in un riquadro a grandi caratteri:
"Nostro compito e méta del nostro cammino è creare quella CLASSE NUOVA DI DIRIGENTI di cui il fascismo ha urgente bisogno per sostituire l'antica. Nella quale sostituzione noi ravvisiamo il problema centrale del fascismo in questa sua fase di trasformazione: ci piace credere che la seconda ondata abbia a essere finalmente l'avvento, sopra gli uomini che hanno esaurita la loro funzione, degli uomini adatti a fare del fascismo il centro sensibile della vita nazionale.
Noi contiamo molto sul contributo dei GIOVANI, sciupati nell'ingranaggio dell'organizzazione (...). Questa RIVISTA, nasce sopra tutto per INCORAGGIARE e ANIMARE le fresche energie, che sono una particolare ricchezza del FASCISMO, e che sarebbe sommo delitto lasciare intristire, anzi tempo, nei miasmi della demagogia variopinta. C'è nella inesperienza di questi giovani qualche cosa che bisogna cogliere, così come c'è qualcosa da recidere nell'esperienza di coloro che hanno portato nel Fascismo il peso di torbide nostalgie? Opera giovanile vuol essere questa: i giovani ci aiutino e ci confortino"»
(Giuseppe Bottai)

## Il revisionismo fascista
La rivista, che avrà durata ventennale, ha una fase ascendente dal 1923 al 1932 ed una discendente nel successivo decennio. Si caratterizza per l'affrontare molte questioni in termini duramente polemici, come il rapporto tra lo Stato ed il partito e la denuncia alla violenza esercitata dai ras provinciali.
L'articolo Fascismo e paese di Massimo Rocca esce sul primo numero del 15 settembre 1923 con un dibattito sul revisionismo che viene ripreso nell'articolo Esame di coscienza del 1º ottobre 1923 e in Dichiarazioni sul revisionismo del 17 luglio 1924. In questi articoli viene precisato che il revisionismo non è "una questione di pulizia o di polizia interna del Partito", quanto di ordinamenti e idee.
Dal 1927 al 1932 Critica fascista affronta il problema dei rapporti tra Stato e Chiesa in vista del Concordato e quello dell'importanza della Carta del lavoro che rappresenta, a detta dello stesso Bottai, un superamento dei "Diritti dell'uomo" della Rivoluzione francese. Metodologicamente, dal 1927 Critica fascista inaugurò "la pratica di sollecitare l'opinione degli operatori culturali in merito ai modelli da adottare nel processo di rinnovamento dell'identità nazionale", cosa che "contribuì
a far emergere differenti concezioni della modernità, che si contesero il diritto di rappresentare l'espressione più autentica della rigenerazione fascista entrando in competizione per il riconoscimento e la legittimazione delle autorità".

## Allineamento ed evoluzione culturale
Sul numero del 1º giugno 1928, nell'editoriale Un regime di giovani, inizia la polemica sulla importanza e sulla funzione da attribuire ai giovani che ha più forte riscontro nell'articolo di Bottai, Giovani e più giovani del 1º gennaio 1930 che si diffonderà su tutti i giornali dell'epoca:
"A due riprese, nel 1922 e nel 1924, gli anziani e i vecchi si sono rovesciati nel Partito. Ora, salvo onorevoli eccezioni, essi vi sono vissuti non per pensare, ma o senza pensare o addirittura col fermo proposito di non pensare. Invece i giovani vengono nel Partito non solo per pensare, ma con la volontà di ripensare tutto daccapo".»
(Giuseppe Bottai, Critica fascista)
Un gruppo di giornalisti e scrittori già collaboratori di "Critica fascista" che ha trovato occupazione al Ministero dell'Educazione Nazionale: Ugo D'Andrea, Agostino Nasto, Mario Sertoli, Tommaso Napolitano.
Nel 1933 Bottai, a causa dell'ostilità degli industriali, viene retrocesso da ministro delle Corporazioni a governatore di Roma e "Critica fascista" inizia a declinare ed a perdere il suo mordente critico-politico.
In questo secondo periodo prendono spazio sulla rivista articoli sull'umanesimo moderno, gli interventi a favore del patrimonio artistico e la valutazione equilibrata degli ermetici che vengono accusati da G. Villaroel di essere antifascisti.
Nella rubrica Stoccate il giovane Berto Ricci prende le difese dell'arte moderna italiana che era stata attaccata da più parti e sostiene le idee di Bottai, che nel frattempo aveva istituito il Premio di pittura Bergamo dove erano stati premiati Filippo de Pisis, Mario Mafai, Renato Guttuso, decisamente contrarie a qualsiasi forma di arte di Stato.
Nel numero del 15 agosto 1939 appare su Critica fascista l'annuncio di una nuova rivista che uscirà con il nome di Primato, di carattere maggiormente culturale.
Critica fascista, affiancata dalla rivista Primato, continuerà a pubblicare regolarmente i suoi numeri fino al 25 luglio 1943, caduta del regime.